# Tamara Walcott
Tamara Walcott (Santa Cruz, 4 de diciembre de 1983) es una levantadora de pesas de las Islas Vírgenes de los Estados Unidos. Actualmente posee dos Guinness World Records por levantamiento de pesas.

## Primeros años
Tamara Walcott nació en Santa Cruz el 4 de diciembre de 1983.

## Carrera
Comenzó a hacer levantamiento de pesas en 2018. En agosto de 2022, Guinness World Records le atribuyó el mérito de establecer un récord mundial por levantar 737 kilogramos (1620,4 libras) durante los tres levantamientos compuestos (sentadilla, press de banca y peso muerto) en la Federación Mundial de Levantamiento de pesas sin formato American Pro de 2022.
También estableció un récord mundial para el peso muerto con barra de elefante más pesado realizado por una mujer al levantar 291 kilogramos (642 lb) (en bruto) durante el Arnold Sports Festival en marzo de 2022.